# Jon Huntsman, Jr.
Jon Meade Huntsman, Jr. (født 26. marts 1960) er en amerikansk politiker og tidligere diplomat. Han tilhører det republikanske parti. Han har tidligere været guvernør i delstaten Utah og USA's ambassadør i Kina..
Han opstillede som republikansk kandidat til det amerikanske præsidentvalg 2012, men trak sig i januar 2012 efter skuffende resultater i de indledende primærvalg.. Han meddelte i stedet sin støtte til Mitt Romney